# فيفيان ماسون
فيفيان ماسون (بالإنجليزية: Vivian Mason)‏ هي ممثلة أمريكية، ولدت في 12 يوليو 1918 في الولايات المتحدة، وتوفيت بنفس المكان في 24 أغسطس 2009.

## وصلات خارجية
- فيفيان ماسون على موقع IMDb (الإنجليزية)
- فيفيان ماسون على موقع قاعدة بيانات الفيلم (الإنجليزية)